# Williamson County, Texas
Williamson County är ett administrativt område i delstaten Texas, USA, med 422 679 invånare (2010). Den administrativa huvudorten (county seat) är Georgetown.

## Geografi
Enligt United States Census Bureau har countyt en total area på 2 940 km². 2 909 av den arean är land och 31 km² är vatten.

### Angränsande countyn
- Bell County - norr
- Milam County - nordost
- Lee County - öster
- Bastrop County - sydost
- Travis County - söder
- Burnet County - väster

## Orter

### Städer
- Austin (ligger till större delen i Travis County och en mindre del i Hays County)
- Bartlett (delvis i Bell County)
- Cedar Park (en mindre del i Travis County)
- Coupland
- Florence
- Georgetown (administrativ huvudort)
- Granger
- Hutto
- Jarrell
- Leander (en mindre del i Travis County)
- Liberty Hill
- Pflugerville (större delen i Travis County)
- Round Rock (en mindre del i Travis County)
- Taylor
- Thorndale (större delen i Milam County)
- Thrall
- Weir

### Orter som räknas som "census-designated places"
- Brushy Creek
- Jollyville (numera del av Austin)
- Serenada
- Sonterra

### Andra orter
- Jonah
- Macedonia
- Norman's Crossing
- Rice's Crossing
- Schwertner
- Walburg
- Waterloo

### Spökstäder
- Palm Valley